# Tupelo Rock-n-Rollers
I Tupelo Rock-n-Rollers sono stati una franchigia di pallacanestro della WBA, con sede a Tupelo, nel Mississippi, attivi nel 2009.
Nel 2009 terminarono la stagione con un record di 7-3. Nei play-off persero la finale con i Buford Majic.

## Stagioni
| Stagione | Lega | Denominazione         | V | P | %    | Piazzamento | Play-off |
| -------- | ---- | --------------------- | - | - | ---- | ----------- | -------- |
| 2009     | WBA  | Tupelo Rock-n-Rollers | 7 | 3 | 70,0 | 3º          | Finale   |